# Démocrates indépendants croates
Le Parti des démocrates indépendants (en croate, Hrvatski nezavisni demokrati, HND) est un parti politique croate fondé en 1994 par Josip Manolić pour s'opposer au président de l'époque Franjo Tuđman.

## Histoire
Ses fondateurs étaient des membres du HDZ de Franjo Tuđman. En 1993 l'ancien bras droit du président Franjo Tuđman, Josip Manolić était marginalisé alors que le ministre de la Défense  Gojko Šušak, leader de la branche nationaliste du HDZ, gagnait les faveurs de Tuđman. Au printemps 1994, Tuđman tenta de remplacer Manolić au poste de porte parole. 
Manolić fut rejoint par Stjepan Mesić lorsqu'ils annoncèrent leur séparation du HDZ, lui reprochant son nationalisme, son autoritarisme et sa politique irrédentiste vis-à-vis de la Bosnie-Herzégovine, ce qui selon eux trahissait les principes fondateurs du HDZ.
Pendant un temps, il sembla que le HDZ allait perdre sa majorité au parlement, mais Tuđman réussit à conserver les modérés au sein de son parti et garda sa main sur le pouvoir. Le HND parvint toutefois à remplacer le HDZ au niveau local, notamment à la tête du comitat de Zagreb, ce qui déclencha la Crise de Zagreb.
Aux élections parlementaires de 1995, le HND ne parvint pas à attirer beaucoup de sympathisants du HDZ et le HND n'entra pas au parlement (le Sabor). Stjepan Mesić quitta le parti et rejoint le Parti populaire croate (en croate, Hrvatska narodna stranka-Liberalni Demokrati, HNS) , alors que Manolić tenta de revenir au HDZ. Le HND se marginalisa.